# Diecezja Ozieri
Diecezja Ozieri – diecezja Kościoła rzymskokatolickiego we Włoszech, a ściślej na Sardynii. Została erygowana w 1804 roku jako diecezja Bisarchio o Bisarcio. Swoją współczesną nazwę uzyskała w 1915 roku. Należy do metropolii Sassari.